# Andreaskirche (Wójcice)
Die Andreaskirche (polnisch Kościół św. Andrzeja Apostoła) im Oppelner Wójcice (Woitz) steht frei auf einem Kirchhof außerhalb des Dorfkerns.

## Geschichte
Der Bau steht an der Stelle eines mittelalterlichen Vorgängerbaus und wurde 1823 bis 1825 nach Plänen Karl Friedrich Schinkels errichtet.

## Bauwerk
Der Bau trägt ein flaches Zeltdach und über der Apsis ein halbes Kegeldach. Alle Öffnungen sind rundbogig und mehrfach abgetreppt. Trotz der kubischen Außenerscheinung ist der Grundriss des Innenraums kreuzförmig, weil in die Gebäudeecken Emporenaufgänge und Nebenräume eingestellt wurden. Die Fassade besteht aus glasierten Steinen, wobei an den Längsseiten schwache Risalite ausgebildet sind.   